# Dario Verani
Dario Verani (né le 1er janvier 1995 à Cecina) est un nageur italien, spécialiste de fond et de nage en eau libre.

## Biographie
Dario Verani est né le 1er janvier 1995 à Cecina. Conciliant études et sport, il obtient son diplôme d'économie en avril 2022 à l'université de Pise. Il concourt pour le centre sportif de l'armée italienne et en juin 1991, il est entraîné Fabrizio Antonelli.

## Palmarès

### Jeux méditerranéens de plage
- Jeux de plage 2015 à Pescara ( Italie)
  -  Médaille d'or du 5 km eau libre
  -  Médaille d'or du 5 km eau libre mixte par équipes
- Championnats d'Europe 2020 à Budapest (Hongrie) :
  -  Médaille de bronze du 5 km[2].
- Championnats du monde 2022 à Budapest (Hongrie) :
  -  Médaille d'or du 25 km